# Pygora tulearensis
Pygora tulearensis är en skalbaggsart som beskrevs av Renaud Maurice Adrien Paulian 1994. Pygora tulearensis ingår i släktet Pygora och familjen Cetoniidae. Inga underarter finns listade i Catalogue of Life.